# Victor Berdalle de Lapommeraye
Victor Berdalle de Lapommeraye   (París, 1825 - 1866) fou un compositor francès.
Al Conservatori de París va estudiar amb Zimmermann. Algunes de les seves composicions lleugeres assoliren molt d'èxit: tal com va succeir per a la polka per a piano Le lac d'Henghien i Le domino rose, obres de les quals es van arribar a imprimir uns 50.000 exemplars. La seva composició més seriosa és la titulada Psaumes de David, que fou molt ben rebuda pels crítics.